# Arbodienst
Een arbodienst is in Nederland een bedrijf dat werkgevers en werknemers helpt bij het opstellen en uitvoeren van een arbeidsomstandigheden- en verzuimbeleid. De wettelijke arboverplichtingen vereisen een specifieke deskundigheid waar de werkgever meestal niet over beschikt. Een arbodienst adviseert daarom en neemt taken van de werkgever over op het gebied van:
- Arbeidsomstandigheden
- Verzuimbegeleiding
- Re-integratiebegeleiding
- Risico-inventarisatie en -evaluatie (RI&E)

## Arbodiensten
Arbodiensten zijn commerciële bedrijven zonder enige relatie met de Nederlandse overheid. Een werkgever kan een arbodienst inhuren volgens de vangnetregeling, die in de Arbowet is vastgelegd, maar dat is geen verplichting. De werkgever kan er ook voor kiezen om gebruik te maken van de zogeheten maatwerkregeling. Hierbij huurt de werkgever, rechtstreeks of indirect, de diensten in van een zelfstandig werkende geregistreerde bedrijfsarts.

## Verzuimbeleid
Met ingang van nieuwe wetgeving in 2005 zijn er drie mogelijkheden voor werkgevers om invulling te geven aan preventie -en verzuimbeleid:
- De werkgever kiest ervoor externe (arbo-)deskundigen voor bepaalde taken in te huren, in samenwerking met eigen medewerkers die als deskundige bepaalde taken uitvoeren.
- De werkgever kiest ervoor om een interne arbodienst in te stellen.
- De werkgever sluit een contract met een externe arbodienst.

Indien de werkgever besluit de arbodienstverlening zelf vorm te geven moet aan een aantal voorwaarden worden voldaan:
- Er moet instemming zijn van de werknemers, via de cao, of met de vertegenwoordiging van de werknemers.
- De werkgever dient voor de beoordeling/toetsing van de risico-inventarisatie en -evaluatie een gecertificeerde deskundige in te schakelen.
- De werkgever dient altijd voor de (ziekte)verzuimbegeleiding van zijn werknemers, het arbeidsomstandighedenspreekuur, het arbeidsgezondheidskundig onderzoek en de aanstellingskeuringen, een geregistreerde bedrijfsarts in te schakelen.

Als er geen overeenstemming wordt bereikt tussen werkgever en vakbond, ondernemingsraad of personeelsvertegenwoordiger over de invulling van de maatwerkregeling met betrekking tot de toetsing moet de werkgever een arbodienst inschakelen. De voorkeur dient dan uit te gaan naar een arbodienst die zich specifiek richt op het bedrijf.

## Preventie
Uit een uitspraak van het Europese Hof blijkt dat bij preventietaken, met name de toetsing van de risico-inventarisatie en -evaluatie, de werkgever eerst dient te kijken of er een interne deskundige beschikbaar is. 